# Before The L.O.X.
Before The L.O.X. – mixtape amerykańskiego zespołu hip-hopowego The Lox. Został wydany 25 czerwca 2007 roku. Na płycie znajdują się utwory The Lox nagrane, kiedy jeszcze byli znani jako Bomb Squad.

## Lista utworów
1. „Before The Lox Intro”
2. „Pink Panther Sheek”
3. „Before I Let Go”
4. „Feel The Wrath”
5. „Illegal Shit Bird Head Bitches II”
6. „Mic Check”
7. „Flipside”
8. „Old School, The”
9. „Pump Me Up”
10. „I’m The King”
11. „Dirty Riders”
12. „Nothing”
13. „Never Be”
14. „Outro”